# Кругловский
Кругловский — посёлок в Аннинском районе Воронежской области.
Входит в состав Островского сельского поселения.

## Население
| 2000 | 2005 | 2010 |
| ---- | ---- | ---- |
| 205  | ↘190 | ↘145 |

## География

### Улицы
- ул. Трудовая,
- ул. Центральная,
- ул. Школьная.